# 薩瑟蘭 (內布拉斯加州)
薩瑟蘭（英語：Sutherland）是位於美國內布拉斯加州林肯縣的村。

## 人口
根據2020年美國人口普查的數據，薩瑟蘭的面積為3.37平方千米，皆為陸地。當地共有人口1313人，而人口密度為每平方千米390人。